# Kampung Jeruk
Kampung Jeruk is een bestuurslaag in het regentschap Rejang Lebong van de provincie Bengkulu, Indonesië. Kampung Jeruk telt 1861 inwoners (volkstelling 2010).